# Fuglse Sogn
Fuglse Sogn 
ist eine Kirchspielsgemeinde (dän.: Sogn)
auf der Insel Lolland im südlichen Dänemark.
Bis 1970 gehörte sie zur Harde Fuglse Herred im damaligen Maribo Amt, danach zur Holeby Kommune im Storstrøms Amt, die im Zuge der  Kommunalreform zum 1. Januar 2007 in der Lolland Kommune in der Region Sjælland aufgegangen ist.
Im Kirchspiel leben 448 Einwohner (Stand: 1. Januar 2023).

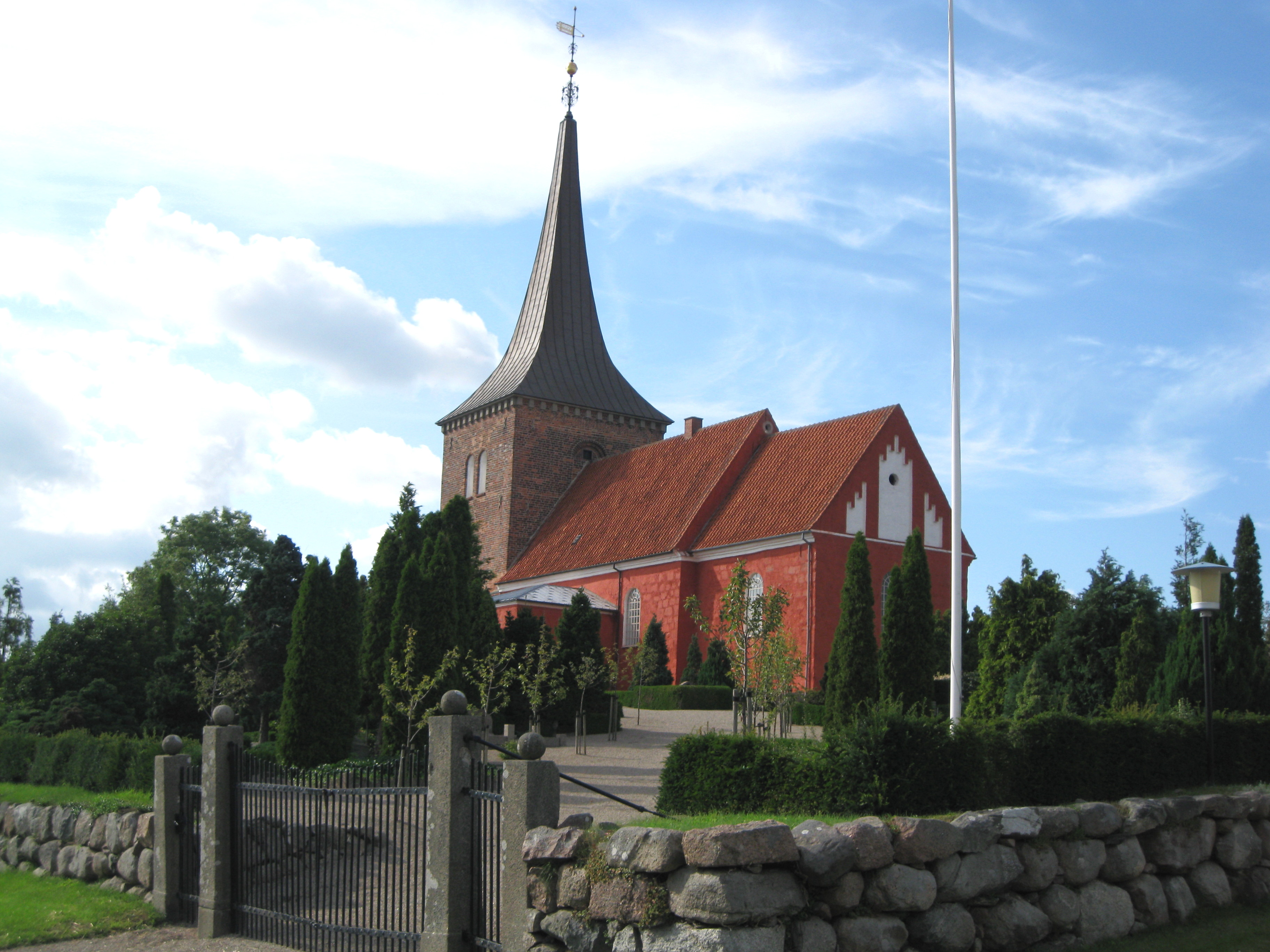
Fuglse Kirke

Im Kirchspiel liegt die Kirche „Fuglse Kirke“.
Nachbargemeinden sind im Süden Errindlev Sogn, im Südwesten Torslunde Sogn, im Westen Holeby Sogn, im Nordwesten Bursø Sogn und im Norden Krønge Sogn, ferner in der östlich benachbarten Guldborgsund Kommune Vester Ulslev Sogn.